# 岩上弘数
岩上 弘数（いわかみ ひろかず、1976年9月20日 - ）は、日本、ニュージーランド、オーストラリアで活動するスタントマン、スーツアクター。大阪府高槻市出身。B.O.S-Entertainment代表取締役、B.O.S-Toy Box代表取締役。

## 人物
高校在学中、アルバイト雑誌を読んだことがきっかけで、大阪府にあるイベント企画会社カンパニー企画株式会社のアクションチームに所属。それまではアクションの経験がなく、アクションチームの面接を受けた理由も「16歳からできるバイトがなかったから」だと述べている。
2002年にレッドアクションクラブに入団。2004年に退団後、BOSを設立。同時期にニュージーランドに渡り、『パワーレンジャー・S.P.D.』からパワーレンジャーシリーズの撮影に参加。岩上は大阪時代に一度、アメリカに渡ってパワーレンジャーの現場に売り込みをかけており、その時のことを覚えていた本間崇寛が岩上について書かれた雑誌記事を読んだことからオファーを出すことを提案したとされる。
パワーレンジャーシリーズの撮影が終了した2009年5月に帰国し、BOS Action UnityとスタジオBOSを設立する。
今井靖彦の演じる怪人の演技に影響を受けており、怪人役を演じる際には今井をイメージしており、彼を超えたいと述べている。
妻はスタント・ウーマンの山下純。東映の現場で知り合い、2008年に結婚。
シーズン３０の『パワーレンジャー・コズミックフューリー』で12年ぶりにパワーレンジャーシリーズに復帰。

## 出演

### テレビドラマ
- 仮面ライダーシリーズ
  - 仮面ライダー龍騎（2002年 - 2003年） - 仮面ライダー龍騎（代役）[9]、仮面ライダーナイト（代役）[9]、ミラーモンスター
  - 仮面ライダー555（2003年 - 2004年） - オルフェノク[10]
  - 仮面ライダー鎧武/ガイム（2013年 - 2014年）
- スーパー戦隊シリーズ
  - 忍風戦隊ハリケンジャー（2002年 - 2003年）
  - 爆竜戦隊アバレンジャー（2003年 - 2004年）
  - 魔法戦隊マジレンジャー（2005年 - 2006年） - マジグリーン：NZユニット
  - 獣拳戦隊ゲキレンジャー（2007年 - 2008年） - ゲキレッド：NZユニット
  - 海賊戦隊ゴーカイジャー（2011年 - 2012年） - ゴーカイブルー（50）[11]
  - 獣電戦隊キョウリュウジャーブレイブ 파워레인저 다이노포스 브레이브（2017年） - ブレイブキョウリュウゴールド
- パワーレンジャーシリーズ
  - パワーレンジャー・S.P.D. Power Rangers S.P.D（2005年） - シャドウレンジャー、オレンジレンジャー、オレンジヘッド・クライボッド
  - パワーレンジャー・ミスティックフォース Power Rangers Mystic Force（2006年） - ミスティックグリーンレンジャー、ソラリス・ナイト、コラッグ
  - パワーレンジャー・オペレーション・オーバードライブ Power Rangers Operation Overdrive（2007年） - マーキュリーレンジャー、OODレッドレンジャー（代役）、カマドー、ラーヴァ・リザード、アンドリュー・ハートフォード（スタントダブル）
  - パワーレンジャー・ジャングルフューリー Power Rangers Jungle Fury（2008年） - ファントム・ビースト・スコーチ
  - パワーレンジャー・RPM Power Rangers R.P.M（2009年） - レンジャーオペレーターシリーズレッド、ジェネラルベンジックス
- 大魔神カノン（2009年）
- 非公認戦隊アキバレンジャー（2013年）
- 衝撃ゴウライガン!!（2013年）
- 牙狼-GARO- -魔戒ノ花-（2014年） - 幻影騎士吼狼、銀牙騎士絶狼、邪骨騎士義流、黄金騎士牙狼、ホラー
- CRISIS 公安機動捜査隊特捜班（2017年、関西テレビ放送）※製作スタッフ（アクションデスク）
- ウルトラマントリガー NEW GENERATION TIGA（2021年） - アブソリュートタルタロス

### 映画
- スーパー戦隊シリーズ
  - 爆竜戦隊アバレンジャー DELUXE アバレサマーはキンキン中!（2003年）
  - 騎士竜戦隊リュウソウジャー 特別編 メモリー・オブ・ソウルメイツ（2021年） - アクションコーディネーター
  - 機界戦隊ゼンカイジャー THE MOVIE 赤い戦い! オール戦隊大集会!!（2021年）
- 仮面ライダーシリーズ
  - 劇場版 仮面ライダー555 パラダイス・ロスト（2003年） - ライオトルーパー
  - 仮面ライダーフォーゼ THE MOVIE みんなで宇宙キターッ!（2012年） - グランダイン
  - 仮面ライダー×仮面ライダー ウィザード&フォーゼ MOVIE大戦アルティメイタム（2012年） - ザタン
  - 仮面ライダー×仮面ライダー 鎧武&ウィザード 天下分け目の戦国MOVIE大合戦（2013年）
  - 仮面ライダー×仮面ライダー ドライブ&鎧武 MOVIE大戦フルスロットル（2014年）
  - 仮面ライダーアマゾンズ THE MOVIE 最後ノ審判（2018年） - 仮面ライダーアマゾンアルファ[12]
  - シン・仮面ライダー（2023年）
- ウルトラシリーズ
  - ULTRAMAN（2004年）
  - 大怪獣バトル ウルトラ銀河伝説 THE MOVIE（2009年） - ウルトラマンベリアル[13]、ウルトラセブン[13]、ウルトラマンレオ、ゴモラ[13]、ダダ、ババルウ星人[14]、他多数
  - 劇場版 ウルトラマンギンガS 決戦!ウルトラ10勇士!!（2015年） - ウルトラマンベリアル[15]
- さらば愛しの大統領（2009年）
- SPACE BATTLESHIP ヤマト（2010年） - スタント
- 宇宙刑事ギャバン THE MOVIE（2012年） - ザン・バルド[16]
- スーパーヒーロー大戦シリーズ
  - 仮面ライダー×スーパー戦隊 スーパーヒーロー大戦（2012年）
  - 仮面ライダー×スーパー戦隊×宇宙刑事 スーパーヒーロー大戦Z（2013年） - グランダイン
  - スーパーヒーロー大戦GP 仮面ライダー3号（2015年）
- キカイダー REBOOT（2014年） - ハカイダー
- セイバー+ゼンカイジャー スーパーヒーロー戦記（2021年） - アスモデウス[17]

### オリジナルビデオ
- ウルトラマンメビウス外伝 ゴーストリバース（2009年） - ウルトラマンタロウ、EXゼットン、ウルトラマンヒカリ
- 宇宙刑事ギャバン伝説（2012年） - ザン・バルド
- 宇宙刑事 NEXT GENERATION（2014年） - 宇宙刑事シャリバン
- 行って帰ってきた烈車戦隊トッキュウジャー 夢の超トッキュウ7号（2015年）
- 特捜戦隊デカレンジャー 10 YEARS AFTER（2015年） - カイド・レイドリッヒ[18]
- スペース・スクワッド ギャバンVSデカレンジャー（2017年）
- テン・ゴーカイジャー（2022年）
- 仮面ライダーオーズ 10th 復活のコアメダル（2022年） - 仮面ライダーバース[19]
- 機界戦隊ゼンカイジャーVSキラメイジャーVSセンパイジャー（2022年）※アクションコーディネーターも担当
- 仮面ライダー555 20th パラダイス・リゲインド（2024年） - 仮面ライダーファイズ[20][10]、ウルフオルフェノク[10]

### WEBドラマ
- 仮面ライダーアマゾンズ（2016年） - 仮面ライダーアマゾンアルファ[21]、蝶アマゾン（幼虫）[22]、クワガタアマゾン[23]
- ウルトラギャラクシーファイト ニュージェネレーションヒーローズ（2019年） - ワイヤーアクション指導
- ウルトラギャラクシーファイト 大いなる陰謀（2020年 ‐ 2021年）
- ウルトラギャラクシーファイト 運命の衝突（2022年）
- 鎧武外伝 仮面ライダーグリドンVS仮面ライダーブラーボ（2020年） - 仮面ライダー斬月[24]
- RIDER TIME 仮面ライダーディケイド VS ジオウ ディケイド館のデス・ゲーム（2021年）
- RIDER TIME 仮面ライダージオウ VS ディケイド 7人のジオウ！（2021年） - 仮面ライダーディケイド[25]
- ツーカイザー×ゴーカイジャー ～ジューンブライドはたぬき味～（2022年）※アクションコーディネーターも担当
- パワーレンジャー・コズミックフューリー Power Rangers Cosmic Fury（2023年） - スタント
- マイティ・モーフィン パワーレンジャー: ワンス & オールウェイズ Mighty Morphin Power Rangers: Once & Always（2023年） - グリーンレンジャー、ロボミノタウロス
- 忍者戦隊カクレンジャー 第三部・中年奮闘編（2024年）

### ゲーム
- 鬼武者（2001） - モーションキャプチャー・明智左馬介 役
- 鬼武者2（2002） - モーションキャプチャー・雑賀孫市 役
- 機動戦士ガンダム・アーケード版（2002） - モーションキャプチャー・ガンダム 役ほか